# Sunset Club
Sunset Club war ein deutschsprachiger Podcast, der von dem Entertainer Joko Winterscheidt und der Autorin Sophie Passmann moderiert wurde. Der Podcast erschien vom 18. Mai 2023 bis zum 19. Dezember 2024 auf den Streaming-Plattformen Spotify, Amazon Music, Apple Podcasts und Podigee. Produziert wurde Sunset Club von Studio Bummens GmbH, die Vermarktung erfolgte exklusiv durch die Seven.One Entertainment Group. Die Episoden erschienen im wöchentlichen Rhythmus immer donnerstags.

## Inhalt
In den wöchentlich erschienenen Folgen tauschten sich die beiden Moderatoren, teilweise auch mit prominenten Gästen, über ihre Karrieren und Erfahrungen sowie weitere Themen aus, die für sie selbst wichtig erscheinen. Der Podcast bot so eine Mischung aus Unterhaltung, persönlicher Reflexion und Alltagsbeobachtungen, die den Zuhörern Einblicke das Leben der Moderatoren und die Medienbranche ermöglichte. Besonderes Merkmal des Podcasts war der Club-Gedanke, der ein Gemeinschaftsgefühl erzeugen und eine besondere eine Nähe zu den Hörern symbolisieren sollte.

## Rezeption
Im Juli 2023 stieg der Sunset Club direkt auf Platz 20 in die Top 50 der MA Podcast ein. Von August bis Oktober 2023 lag Sunset Club auf dem 17. Platz und belegte seit November desselben Jahres durchgehend Rang 18 der meistabgerufenen Podcasts in Deutschland. 2024 war Sunset Club für den Social-Media-Preis Die Goldenen Blogger in der Kategorie Celebrity nominiert.